# بهجت صدر
بهجت صدر (نام کامل: بهجت صدر محلاتی) (زاده ۸ خرداد ۱۳۰۳ – درگذشته ۱۹ مرداد ۱۳۸۸) نقاش ایرانی بود.
او زاده محلات بود. پدرش محمد صدر محلاتی و مادرش قمر امینی صدر از خانواده‌های سرشناس محلات و اراک بودند.
بهجت صدر در سال ۱۳۳۳ با رتبهٔ نخست در رشته نقاشی از دانشکده هنرهای زیبای دانشگاه تهران پایان‌نامه هنری دریافت کرد، و در سال ۱۳۳۴ بورسیه‌ای برای هنرآموزی از آکادمی هنرهای زیبای رم، در ایتالیا گرفت. در سال ۱۳۳۵ برنده جایزه سیمین همترازی شهر سن‌ویتو شد و یک نقاشی از او به همراه چند کار از نگارگران جوان ایران در بیست و هشتمین دوسالانه ونیز پذیرفته شد.
در سال ۱۳۳۶ نخستین نمایشگاه او در نگارخانه «پینچو» در رم برگزار شد. وی دو سال پس از ازدواج با مرتضی حنانه در سال ۱۳۳۹ به ایران بازگشت و در دانشگاه تهران به آموزش نگارگری پرداخت و تنها فرزندش، دختری بنام میترا که کاکوتی صدایش می‌زنند، را در ۱۳۴۲ به دنیا آورد.
بهجت صدر در سال ۱۳۴۱ نیز در سومین دوسالانه تهران، جایزه نخست را می‌گیرد و نگاره‌هایش به سی و یکمین دوسالانه ونیز، فرستاده می‌شود. با آنکه در سال‌های پایانی دههٔ شصت بیماری سرطان سینه را در او نشان یابی می‌کنند اما او نگارگری را با آسوده‌دلی دنبال می‌کند.

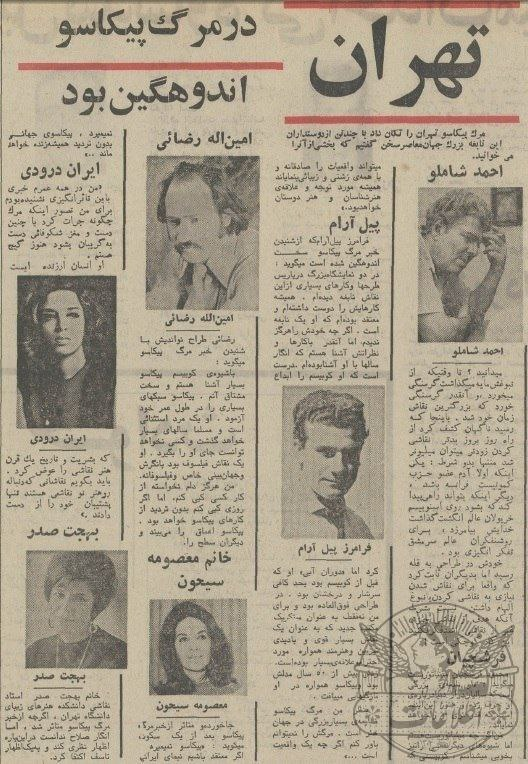
ویژه‌نامه روزنامه اطلاعات، درباره مرگ پابلو پیکاسو، با سخنانی از احمد شاملو، فرامرز پیلارام، امین‌الله رضایی، معصومه سیحون، ایران درودی، بهجت صدر

بهجت صدر، هشیارانه در پرده‌های تازه‌اش رنگهای سرد و مات را با بازی سایه روشن‌ها، به هماهنگی و با مواد گوناگونی همچون چوب، فلز، رنگ روغن و اکرلیک و دیگر ماته‌ها به کار می‌برد. آثار انتزاعی او یادآور پردیس‌ها و باغ‌های پارسی است. وی به عنوان هنرمند زن تأثیرگذار و آوانگارد دوران خود جایگاه ویژه ای در هنر معاصر ایران دارد.پس از مرگ پابلو پیکاسو، روزنامه اطلاعات در ۲۰ فروردین ۱۳۵۲ از بزرگان نقاشی ایران شامل بهجت صدر، امین‌الله رضایی، محمود فرشچیان، معصومه سیحون، فرامرز پیلارام و ایران درودی دعوت کرد و گفته‌های آن‌ها را در ویژه‌نامه خود منتشر نمود.